# 彈跳蟲屬
彈跳蟲屬（學名：Halteria）是纖毛蟲門的一個屬，屬寡毛綱彈跳蟲目彈跳蟲科。本屬纖毛蟲常見於淡水中，因常大量出現且以特殊的跳躍方式移動而易於鑑別，可能早在17世紀微生物學萌芽時即被列文虎克觀察到，有營養型與包囊型兩種型態可相互轉換，其中前者較常被描述。
本屬纖毛蟲皆為異營生物，為環境中重要的食菌生物，而自身會被多種動物捕食。2022年發表的一篇研究發現有本屬物種可以病毒為食，並可以綠藻病毒屬為唯一的食物來源。

## 發現歷史
本屬纖毛蟲淡水中常大量出現，因而可能在數百年前即被科學家觀察到，其中最早的觀察紀錄尚無定論，但1675年列文虎克在被雨淋濕的砂鍋上觀察到的一種微生物可能即為彈跳蟲，他描述該種生物體型小、移動迅速、可突然改變移動方向、直線移動等，皆符合本屬物種的特徵。
本屬學名Halteria則是於1840年由法國生物學家費力克斯·迪亞爾丹發表描述，他將原屬車輪蟲屬的兩種纖毛蟲（Trichodina grandinella與Trichodina vorax）移入本屬中，此時對本屬的描述仍較籠統，聚焦在其快速彈跳移動的現象。1858年瑞士生物學家艾德华·克拉帕雷德詳細描述了本屬物種Halteria grandinella的外形，首次發現彈跳蟲用以跳躍的棘毛（cirri）僅位於其中央的環帶上。
近年本屬的分類地位再起爭議，本屬因口部纖毛排列成開環狀，一般被歸入寡毛綱，但基因定序顯示本屬可能和尖毛亞綱關係更為接近，口部纖毛和寡毛綱相似則為趨同演化的結果。

## 物種
- H. grandinella
- H. bifurcate
- H. chorelligera
- H. cirrifera
- H. decemsulcata
- H. geleiana
- H. maxima
- H. minima
- H. minuta
- H. oblonga
- H. ovata
- H. verrucosa
- H. viridis
- H. vorax